# هیمیش مکبث
هِـیمیش مکبث (انگلیسی: Hamish Macbeth) یک مجموعهٔ تلویزیونی معمایی کمدی-درام بریتانیایی است که در سال ۱۹۹۵ منتشر شد.

## بازیگران
- رابرت کارلایل
- شرلی هندرسون
- جیمی یوئیل
- ران دوناکی
- الکس نورتون
- فیلیپ جکسون